# Chō-genjitsu Asia Tour
Die Chō-genjitsu Asia Tour (超現実 Chō-genjitsu, etwa „Surrealität“ bedeutend; offizieller Titel Yoasobi Asia Tour 2024–2025 “Chō-genjitsu”) war die zweite Asien-Musiktournee des japanischen Popmusik-Duos Yoasobi, die zwischen Dezember 2024 und Februar 2025 stattfand. Dabei spielten die Musiker insgesamt vierzehn Konzerte in sieben Staaten Ostasiens.
Insgesamt zog die Tournee 140.000 Besucher an.

## Hintergrund und Ticketverkäufe
Ihre erste Ostasientournee absolvierte das Musikduo Ende 2023/Anfang 2024, wobei diese durch sieben Städte führte. Im weiteren Verlauf des Jahres 2024 bespielten die Musiker mehrere Musikfestivals in Asien, darunter dem Bubbling Boiling Music & Arts Festival und dem Dream Future Kiloglow Music Festival – beide in der Volksrepublik China –, dem Weverse Con Festival in Südkorea und dem Summer Sonic Bangkok.
Im August 2024 wurde berichtet, dass die Kultur- und Tourismusbehörde der Stadt Shanghai Yoasobi die Erlaubnis erteilt habe, am 15. und 16. Februar 2025 ein Konzert in der Mercedes-Benz Arena spielen zu dürfen. Eine Woche später, 26. August, wurde die zweite Ostasientournee Yoasobis offiziell angekündigt. Start der Tournee war am 7. Dezember 2024 in Incheon, Südkorea und endete nach 14 Konzerten in sieben Staaten am 27. Februar 2025 in Jakarta, Indonesien. Der offizielle Name der Tournee, Chō-genjitsu, wurde am 29. Oktober gleichen Jahres bekannt gegeben. Den gleichen Titel trugen die beiden zweitägigen Konzerte im Kyocera Dome und im Tokyo Dome, die im Oktober und Nozember 2024 gespielt wurden.
Yoasobi kündigten am 21. November 2024 die musikalischen Gäste für ihre Konzerte in Südkorea an. Für den 7. Dezember wurde die K-Pop-Gruppe NewJeans als musikalischer Gast angekündigt, AKMU für den Folgetag. Zudem wurden in Seoul und Hongkong in Zusammenarbeit mit der Bekleidungsmarke Heights und der Illustratorin Kitti Ri jeweils ein temporärer Pop-Up-Store eröffnet.
Nachrichtenportale meldeten, dass die Konzerte in Hongkong innerhalb einer Sekunde ausverkauft waren; In Südkorea waren Karten für beide Konzerte in Incheon innerhalb einer Minute restlos vergriffen. Nachdem der damalige südkoreanische Präsident Yoon Suk-yeol am 3. Dezember 2024 das Kriegsrecht und damit zeitweilig eine Staatskrise auslöste, gaben die Musiker bekannt, dass die Konzerte wie geplant stattfinden würden.

## Gespielte Lieder
Folgende Lieder wurden am 8. und 9. Februar 2025 in Taipeh gespielt, repräsentiert aber nicht die Richtigkeit der Setlist in anderen Städten, die während der Tournee besucht wurden. KOR
1. Seventeen
2. Shukufuku
3. Undead
4. Halzion
5. Mr. (Tag 1)/Suki da (Tag 2)
6. Mō Sukoshi Dake
7. Tabun
8. New Me
9. Monotone
10. Yasashii Suisei
11. Kaibutsu
12. Yūsha
13. Ano Yume o Nazotte
14. Idol
15. Heart Beat HB
16. Gunjō

Zugabe:
1. Butai ni Tatte
2. Yoru ni Kakeru

## Konzerte
| Nr.                 | Datum               | Stadt               | Land                          | Veranstaltungsort        | Gäste               | Zuschauer |
| ------------------- | ------------------- | ------------------- | ----------------------------- | ------------------------ | ------------------- | --------- |
| 01                  | 7. Dez. 2024        | Incheon bei Seoul   | Südkorea                      | Inspire Arena            | NewJeans            | 26.000    |
| 02                  | 8. Dez. 2024        | Incheon bei Seoul   | Südkorea                      | Inspire Arena            | AKMU                | 26.000    |
| 03                  | 26. Dez. 2024       | Hongkong            | Hongkong, Volksrepublik China | AsiaWorld-Arena          | –                   | –         |
| 04                  | 27. Dez. 2024       | Hongkong            | Hongkong, Volksrepublik China | AsiaWorld-Arena          | –                   | –         |
| 05                  | 25. Jan. 2025       | Bangkok             | Thailand                      | BITEC Live               | –                   | –         |
| 06                  | 26. Jan. 2025       | Bangkok             | Thailand                      | BITEC Live               | –                   | –         |
| 07                  | 8. Feb. 2025        | Taipeh              | Taiwan                        | Taipei Arena             | –                   | 24.000    |
| 08                  | 9. Feb. 2025        | Taipeh              | Taiwan                        | Taipei Arena             | –                   | 24.000    |
| 09                  | 15. Feb. 2025       | Shanghai            | China                         | Mercedes-Benz Arena      | –                   | 20.000    |
| 10                  | 16. Feb. 2025       | Shanghai            | China                         | Mercedes-Benz Arena      | –                   | 20.000    |
| 11                  | 22. Feb. 2025       | Singapur            | Singapur                      | Singapore Indoor Stadium | –                   | 20.000    |
| 12                  | 23. Feb. 2025       | Singapur            | Singapur                      | Singapore Indoor Stadium | –                   | 20.000    |
| 13                  | 26. Feb. 2025       | Jakarta             | Indonesien                    | Istora Seyanan           | –                   | –         |
| 14                  | 27. Feb. 2025       | Jakarta             | Indonesien                    | Istora Seyanan           | –                   | –         |
| Zuschauer (gesamt): | Zuschauer (gesamt): | Zuschauer (gesamt): | Zuschauer (gesamt):           | Zuschauer (gesamt):      | Zuschauer (gesamt): | 140.000   |

## Beteiligte Musiker
Yoasobi
- Ayase – Keyboard, Synthesizer, Sampling
- Ikura – Gesang

Begleitband
- AssH – E-Gitarre (in Incheon, Hongkong, Bangkok)
- Satoru Taguchi – E-Gitarre (in Taipeh, Singapur, Jakarta)
- Sota Morimitsu – E-Bass
- Kazuya Oi – Schlagzeug (in Incheon)
- Tatsuya Amano – Schlagzeug (in Hongkong, Taipeh, Singapur, Jakarta)
- Hiroki Ono – Schlagzeug (in Bangkok)
- Ena Suzuki – Keyboard (in Hongkong, Bangkok, Taipeh, Singapur, Jakarta)
- Shoko Nagasaki – Keyboard (in Incheon)

musikalische Gäste
- NewJeans (in Incheon, erster Tag)
- AKMU (in Incheon, zweiter Tag)

### Belege
1. ↑  YOASOBI、"YOASOBI ASIA TOUR 2023–2024"ジャカルタ公演来年1/16開催決定. In: Skream.jp. 26. November 2023, abgerufen am 10. Juni 2025 (japanisch).
2. ↑  Performance market sees strong start in first quarter. In: Global Times. 11. April 2024, abgerufen am 10. Juni 2025 (englisch).
3. ↑  Takeshi Kono: AdoとYOASOBI、正反対の楽曲制作をする日本音楽シーンの2トップ　地続きの世界へ. In: Yahoo! Japan. 6. Mai 2024, archiviert vom Original (nicht mehr online verfügbar) am 8. Mai 2024; abgerufen am 10. Juni 2025 (japanisch).
4. ↑  S Kim: Update: 2024 Weverse Con Festival Unveils Final Performer Lineup. In: Soompi.com. 13. März 2024, abgerufen am 10. Juni 2025 (englisch).
5. ↑  โค้งสุดท้าย SUMMER SONIC BANGKOK ครั้งแรกของเทศกาลดนตรีระดับโลกในไทย. In: Krungthep Turakij. 23. August 2024, abgerufen am 10. Juni 2025 (thailändisch).
6. ↑  YOASOBIが来年2月に上海ライブ開催か＝中国ファン歓喜「ついに来た！」. In: Record China. 19. August 2024, abgerufen am 10. Juni 2025 (japanisch).
7. ↑  YOASOBI、邦アーティスト初の最大規模アジアアリーナツアーを全7都市14公演で開催　10月と11月に初の国内ドーム公演も. In: Pia.jp. 26. August 2024, abgerufen am 10. Juni 2025 (japanisch).
8. ↑  YOASOBI明年2月小巨蛋開唱2場　11月1日售票採「抽選實名制」. In: Mirrormedia. 29. Oktober 2024, abgerufen am 10. Juni 2025 (chinesisch (Taiwan)).
9. ↑  YOASOBI、初のドームライブタイトルは“超現実”　EP『THE BOOK』シリーズ3作のアナログ盤発売も. In: Realsound.jp. 29. August 2024, abgerufen am 10. Juni 2025 (japanisch).
10. ↑  Ikkei Kazama: YOASOBIのアジアツアー韓国公演にNewJeansとAKMUがゲスト出演. In: Qetic.jp. 21. November 2024, abgerufen am 10. Juni 2025 (japanisch).
11. ↑  Sun-joo Kim: [르포] 요아소비·NEXZ '덕질' 가능한 '더현대 서울' 팝업 추천. In: Biz World. 29. November 2024, abgerufen am 10. Juni 2025 (koreanisch).
12. ↑  Catharina Cheung: Yoasobi ‘cho-genjitsu’ exhibition and pop-up store. In: Time Out. 13. Dezember 2024, abgerufen am 10. Juni 2025 (englisch).
13. ↑  YOASOBIアジアツアー香港公演のチケットに10万アクセス、1秒で完売. In: Thefirsttimes.jp. 4. September 2024, abgerufen am 10. Juni 2025 (japanisch).
14. ↑  YOASOBI香港演唱會｜10萬人同時搶飛 日媒：兩場門票1秒賣晒. In: AM730. 4. September 2024, abgerufen am 10. Juni 2024 (chinesisch (Hongkong)).
15. ↑  Seon-woo Kim: 요아소비, 내한 콘서트 1분만 '전석 매진'. In: JTBC. 7. September 2024, abgerufen am 10. Juni 2025 (koreanisch).
16. ↑  Na-yeon Kim: [단독[ 요아소비, '비상계엄' 영향 無..내한 콘서트 예정대로 진행. In: Osen. 4. Dezember 2024, abgerufen am 10. Juni 2025 (koreanisch).
17. ↑  Priscilla Lin: YOASOBI台灣演唱會落幕！DAY1、DAY2演唱會完整歌單總整理，你最喜歡哪一首？ In: Women’s Health. 10. Februar 2025, abgerufen am 10. Juni 2025 (chinesisch (Taiwan)).
18. ↑  YOASOBI、韓国公演にNewJeansとAKMUが登場！豪華コラボに熱狂…流暢な韓国語MCも. In: KStyle.com. 9. Dezember 2024, abgerufen am 10. Juni 2025 (japanisch).
19. ↑  Yui: 「YOASOBI」攻蛋成功！記者會幕後分享5件事：被台灣粉絲「這件事」感動，透露「已場勘大巨蛋」. In: Bella.tw. 10. Februar 2025, abgerufen am 10. Juni 2025 (chinesisch (Taiwan)).
20. ↑  上海でYOASOBIライブに2万人超、コト消費に追い風 アジア便り. In: The Nikkei. 28. Februar 2025, abgerufen am 10. Juni 2025 (japanisch).
21. ↑  Jan Lee: After Singapore Indoor Stadium concerts, J-pop act Yoasobi want to take on National Stadium next. In: The Straits Times. 24. Februar 2025, abgerufen am 10. Juni 2025 (englisch).
22. ↑  YOASOBI、7つの国と地域で14公演計14万人を動員する日本人アーティスト最大規模のアジア・ツアーを完走. In: CDJournal.com. 28. Februar 2025, archiviert vom Original (nicht mehr online verfügbar) am 12. März 2025; abgerufen am 10. Juni 2025 (japanisch).
23. ↑  Min-kyung Jeong: 인천서 "아이돌" 떼창 터졌다…요아소비, 명곡 향연→한국어 손편지까지 (엑's 현장)[종합]. In: Xsportnews.com. 8. Dezember 2024, abgerufen am 10. Juni 2025 (koreanisch).
24. ↑  Jae-hoon Lee: 9000명→2만6천명…요아소비, 1년간 분 'J팝 붐' 증거. In: Newsis. 9. Dezember 2024, abgerufen am 10. Juni 2025 (koreanisch).